# Candyland (album)
Candyland – album Theatres des Vampires wydany 14 października 2016. Przy nagraniach zespół współpracował z Fernando Ribeiro i Billym T. Cooperem.

## Lista utworów
1. Morgana Effect
2. Ressurrection Mary
3. Delusional Denial (feat. Billy T. Cooper)
4. Parasomnia
5. Candyland
6. Your Ragdoll
7. Pierrot Lunaire
8. Photographic
9. Opium Shades
10. Seventh Room (feat. Fernando Ribeiro)
11. Autumn Leaves

## Teledyski
- Morgana Effect[1]
- Ressurrection Mary[2]